# Décennie 1400 en architecture
| Années de l'architecture : 1397 - 1398 - 1399 - 1400 - 1401 - 1402 - 1403    |
| Décennies de l'architecture : 1370 - 1380 - 1390 - 1400 - 1410 - 1420 - 1430 |

Cet article présente les faits marquants de la décennie 1400 en architecture.

## Événements
- 8 juillet 1401 : la construction de la cathédrale de Séville, à partir d’une ancienne mosquée, est décidée en Espagne (fin en 1519)[1].

## Réalisations
- 27 novembre 1400 : Louis II d'Anjou commence la construction du « château du roi René » (aussi appelé château de Tarascon) à Tarascon[2].
- Peu après 1400 : début de la construction de l'Archidiaconat à Wismar[3].
- Vers 1400-1440 : construction de la mosquée de Sidi Yahya à Tombouctou[4].

- 1403-1404 : construction du Gour Emir, tombeau de Tamerlan à Samarcande[5].
- 1404-1446 : reconstruction de la Grande Mosquée du Vendredi d'Hérat[6].
- 1405-1406 : construction des verrières de l'Apocalypse dans la cathédrale d'York[7].

- 1405-1412 : construction du palais de Changdeokgung en Corée[8].
- 1406-1420 : construction de la Cité interdite, palais impérial à Pékin, en Chine[8].
- 1407-1440 : construction de l'église Saint-Nicolas de Lunebourg en Allemagne[9].

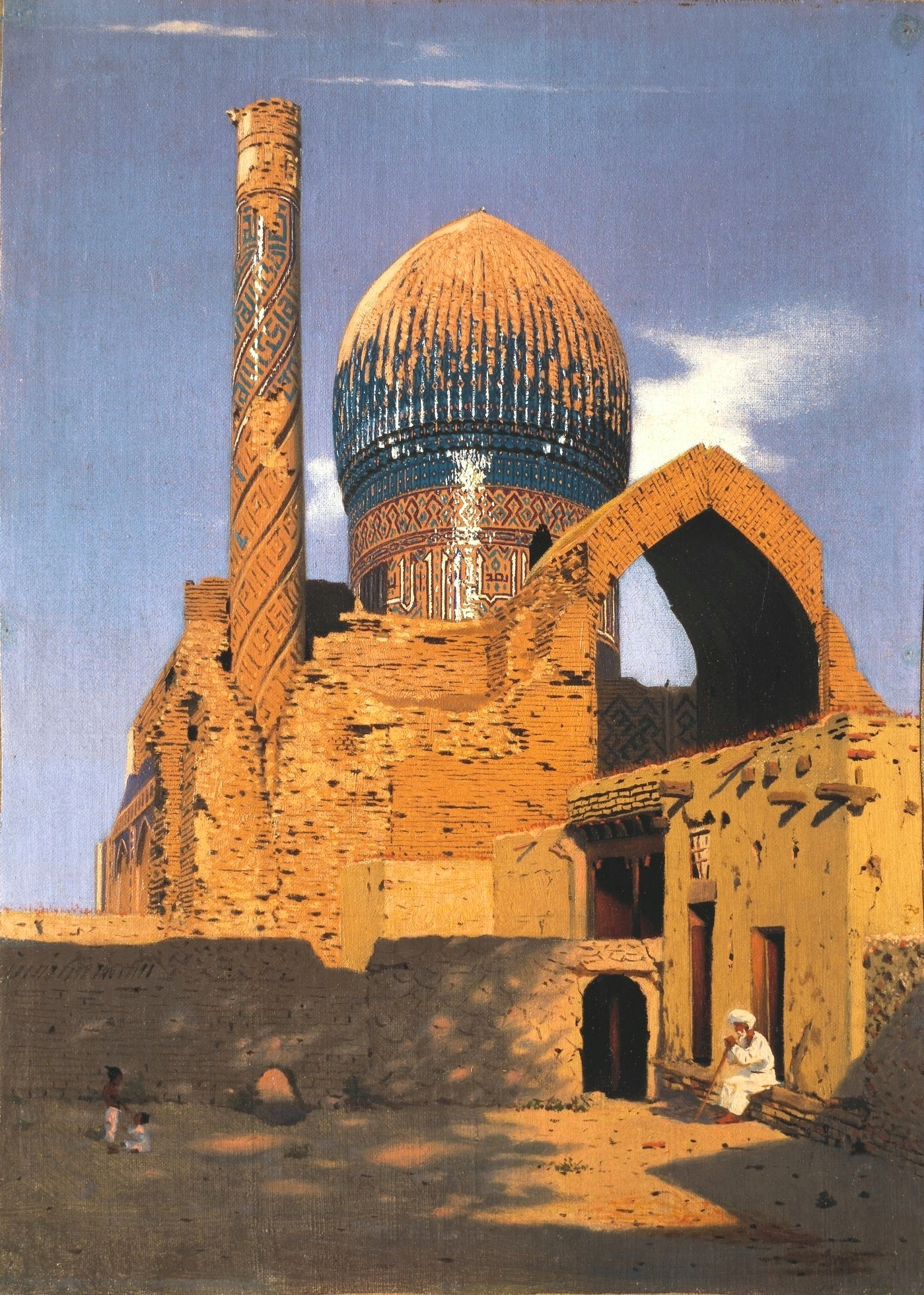
Gur-e Amir
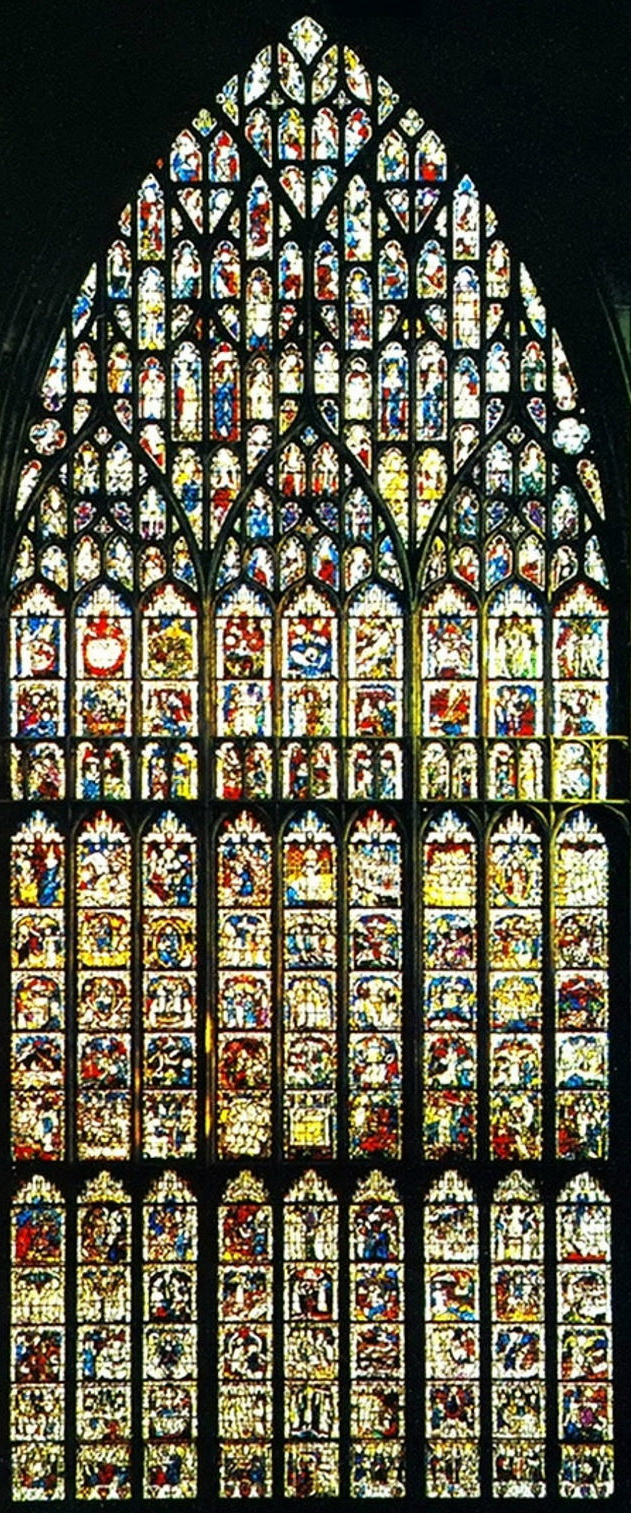
Vitraux de l'Apocalypse de la cathédrale d'York
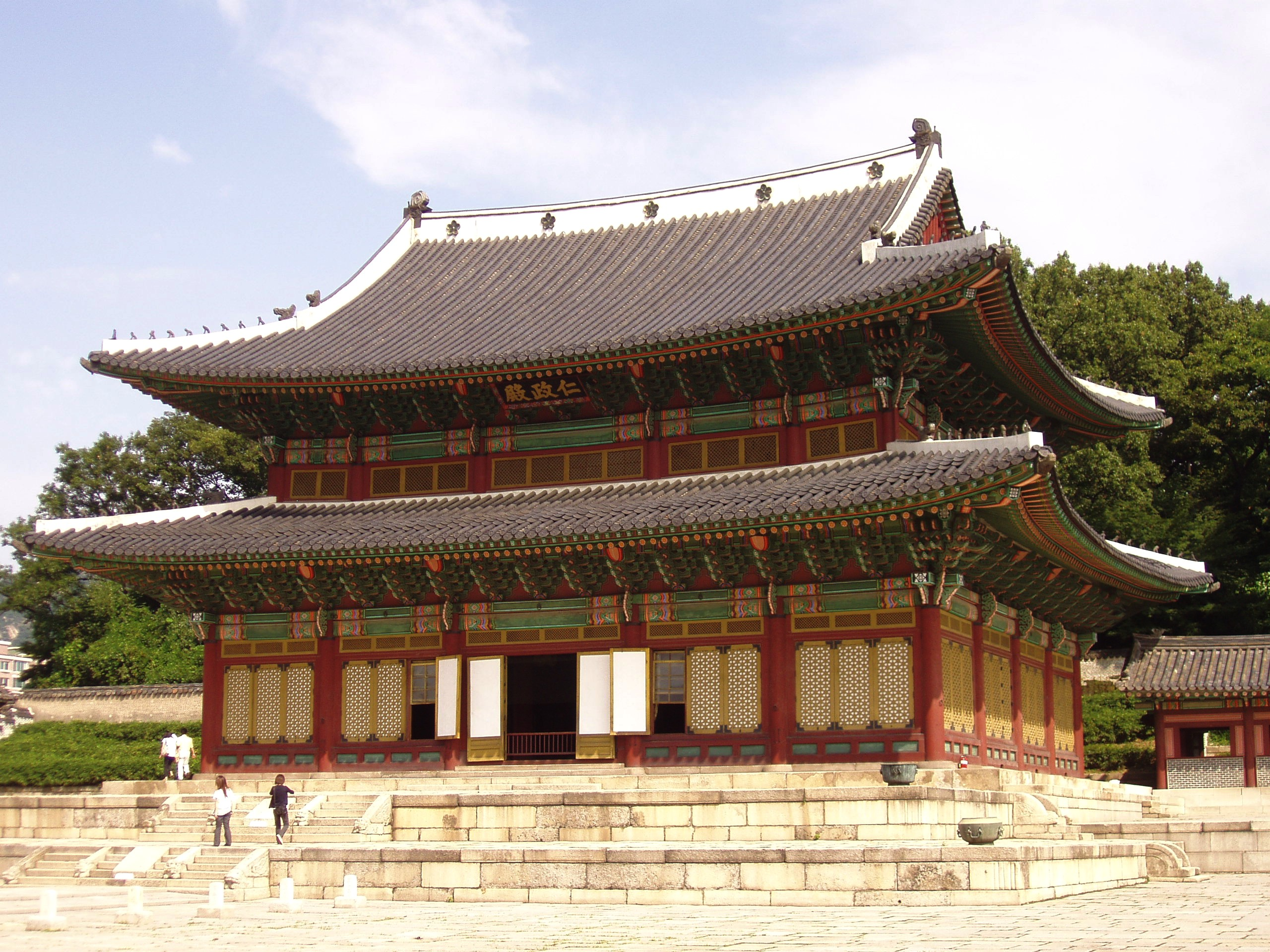
Changdeokgung

## Naissances
- 14 février : Leone Battista Alberti († 25 avril 1472)
- Vers 1400 : Antonio di Pietro Averlino, surnommé le Filarète († vers 1469)

## Décès
- Vers 1400 : Henri Yevele (° 1320)
- 1404 : Raymond du Temple (° ?)